# Thomas Steger (Triathlet)
Thomas Steger (* 5. März 1992 in Jenbach) ist ein österreichischer Triathlet, Staatsmeister auf der Triathlon-Mitteldistanz (2015, 2019) und Vizeeuropameister auf der Triathlon-Mitteldistanz (2021). Er wird als Drittschnellster in der Bestenliste österreichischer Triathleten auf der Ironman-Distanz geführt.

## Werdegang
Steger betreibt Triathlon seit 2012 und er startete für das Wave Tri Team Wörgl. Er wird trainiert von Heidi Steinacher im Schwimmen.
2014 wurde Steger in Kitzbühel Triathlon-Europameister in der Altersklasse 20-24.

### Staatsmeister Triathlon Mitteldistanz 2015
Im Mai 2015 wurde der 23-Jährige Fünfter bei der Europameisterschaft auf der Triathlon-Mitteldistanz. In Obertrum am See holte er sich im Juli den Titel bei der Staatsmeisterschaft auf der Triathlon-Mitteldistanz.
Im Mai 2016 wurde Thomas Steger Dritter auf der Mitteldistanz beim Ironman 70.3 auf Mallorca (1,9 km Schwimmen, 90 km Radfahren und 21,1 km Laufen). Im September wurde er am Walchsee Dritter bei der Europameisterschaft auf der Triathlon-Halbdistanz und zwei Wochen später konnte er die Challenge Gran Canaria für sich entscheiden.
Für den Juli 2018 kündigte er seine ersten Start auf der Langdistanz beim Ironman Austria (3,8 km Schwimmen, 180 km Radfahren und 42 km Laufen) an, wo er das Rennen aber nicht beenden konnte. Im August 2019 wurde Steger nach 2015 zum zweiten Mal Triathlon-Staatsmeister auf der Mitteldistanz beim Trans Vorarlberg Triathlon in Vorarlberg.

### Vizeeuropameister Triathlon Mitteldistanz 2021
Im Mai 2021 gewann der 29-Jährige die Challenge Riccione in Italien und im Juni wurde er im Rahmen der Challenge Walchsee-Kaiserwinkl Zweiter bei der ETU-Europameisterschaft auf der Triathlon-Halbdistanz.
Bei der Weltmeisterschaft auf der Triathlon-Langdistanz belegte Steger im September 2021 den fünften Rang.
Thomas Steger startet für das österreichische pewag racing team des Kettenherstellers pewag.
2023 wurde Steger wegen eines Verstoßes gegen die Anti-Doping-Bestimmungen rückwirkend für ein Jahr gesperrt und er ist seit Oktober 2023 wieder startberechtigt.
Im Mai 2024 belegte der 32-Jährige den dritten Rang im Kalterer See Triathlon.

## Auszeichnungen
- Österreichs Triathlet des Jahres 2019[7]

## Sportliche Erfolge
| Datum/Jahr    | Rang | Wettbewerb                                           | Austragungsort  | Zeit       | Bemerkung                                                                            |
| ------------- | ---- | ---------------------------------------------------- | --------------- | ---------- | ------------------------------------------------------------------------------------ |
| 11. Mai 2025  | 6    | Challenge Cesenatico                                 | Cesenatico      | 03:40:25   | hinter dem Italiener Alessio Crociani                                                |
| 12. Mai 2024  | 5    | Challenge Cesenatico                                 | Cesenatico      | 04:08:40   |                                                                                      |
| 4. Mai 2024   | 3    | Kalterer See Triathlon                               | Kaltern         | 01:54:40   |                                                                                      |
| 22. Mai 2022  | 3    | Challenge World Championship                         | Šamorín         | 03:46:33   | bei „The Championship“ hinter Gustav Iden und Richard Varga                          |
| 7. Mai 2022   | 1    | Kalterer See Triathlon                               | Kaltern         |            |                                                                                      |
| 1. Mai 2022   | 1    | Challenge Riccione                                   | Riccione        | 03:37:40   | erfolgreiche Titelverteidigung und neuer Streckenrekord                              |
| 29. Aug. 2021 | 4    | Challenge World Championship                         | Šamorín         | 03:40:46   | „The Championship“                                                                   |
| 21. Juni 2021 | 2    | ETU Middle Distance Triathlon European Championships | Walchsee        | 03:38:51   | ETU-Europameisterschaft auf der Halbdistanz bei der Challenge Walchsee-Kaiserwinkl   |
| 20. Juni 2021 | 1    | Apfelland-Triathlon                                  | Stubenbergsee   | 03:47:49   | Mitteldistanz, steirische Meisterschaft                                              |
| 30. Mai 2021  | 5    | Challenge St. Pölten                                 | St. Pölten      |            |                                                                                      |
| 9. Mai 2021   | 1    | Challenge Riccione                                   | Riccione        | 03:52:34   |                                                                                      |
| 27. Sep. 2020 | 1    | Trans Vorarlberg Triathlon                           | Bregenz         |            |                                                                                      |
| 1. Sep. 2019  | 1    | Ironman 70.3 Zell am See-Kaprun                      | Zell am See     |            |                                                                                      |
| 25. Aug. 2019 | 1    | ÖTRV Staatsmeisterschaft Triathlon Mitteldistanz     | Bregenz         | 03:41:59,8 | Triathlon-Staatsmeister Mitteldistanz beim Trans Vorarlberg Triathlon                |
| 1. Juni 2019  | 2    | Kirchbichl-Triathlon                                 | Kirchbichl      |            |                                                                                      |
| 26. Mai 2019  | 2    | Ironman 70.3 Austria                                 | St. Pölten      | 03:53:15   |                                                                                      |
| 26. Aug. 2018 | 2    | Trans Vorarlberg Triathlon                           | Bregenz         | 03:47:24,7 |                                                                                      |
| 15. Juli 2018 | 2    | TriStar55.5 Rorschach                                | Rorschach       | 03:39:47   |                                                                                      |
| 10. Juni 2018 | 2    | 575 Keszthely Triathlon                              | Keszthely       | 04:03:50   |                                                                                      |
| 15. Apr. 2018 | 9    | Challenge Roma                                       | Rom             | 03:26:46   | „Mitteldistanz“ (unklare Streckenangaben)                                            |
| 14. Okt. 2017 | 2    | Challenge Peguera Mallorca                           | Peguera         | 03:56:02   |                                                                                      |
| 17. Sep. 2017 | 1    | Challenge Davos                                      | Davos           | 01:12:48   | Das Rennen musste wegen Kälte und Schneefall als Bike-Run-Bewerb ausgetragen werden. |
| 3. Sep. 2017  | 1    | Challenge Walchsee-Kaiserwinkl                       | Walchsee        |            |                                                                                      |
| 26. Aug. 2017 | 1    | Trans Vorarlberg Triathlon                           | Bregenz         | 03:40:17,5 | dritter Sieg in Folge                                                                |
| 25. Juni 2017 | 2    | Chiemsee Triathlon                                   | Chiemsee        |            | Zweiter auf der Mitteldistanz hinter Michael Raelert                                 |
| 11. Juni 2017 | 2    | Keszthely Triathlon                                  | Keszthely       | 03:51:35   | Zweiter auf der Mitteldistanz am Plattensee hinter Andreas Raelert                   |
| 21. Mai 2017  | 4    | Ironman 70.3 Austria                                 | St. Pölten      | 04:02:00   |                                                                                      |
| 9. Apr. 2017  | 1    | Triathlon de Portocolom                              | Portocolom      | 01:47:52   | Sieger auf Mallorca                                                                  |
| 17. Sep. 2016 | 1    | Challenge Gran Canaria                               | Mogán           | 04:14:25   | Sieger auf der Halbdistanz                                                           |
| 4. Sep. 2016  | 3    | ETU Middle Distance Triathlon European Championships | Walchsee        | 03:52:20   | Europameisterschaft auf der Halbdistanz im Rahmen der Challenge Walchsee-Kaiserwinkl |
| 28. Aug. 2016 | 1    | Trans Vorarlberg Triathlon                           | Bregenz         | 03:49:24   | erfolgreiche Titelverteidigung in Vorarlberg                                         |
| 17. Juli 2016 | 1    | Trumer Triathlon                                     | Obertrum am See | 04:05:59   | dritter Sieg in Folge in Obertrum auf der Mitteldistanz                              |
| 26. Juni 2016 | 1    | Chiemsee Triathlon                                   | Chiemsee        | 03:39:57   | erfolgreiche Titelverteidigung                                                       |
| 7. Mai 2016   | 3    | Ironman 70.3 Mallorca                                | Alcúdia         | 04:09:10   | mit der zweitschnellsten Radzeit                                                     |
| 17. Apr. 2016 | 5    | Cannes International Triathlon                       | Cannes          | 03:34:40   | auf der Mitteldistanz (2 km Schwimmen, 80 km Radfahren und 16 km Laufen)             |
| 5. Sep. 2015  | 1    | Trans Vorarlberg Triathlon                           | Bregenz         | 03:46:31   |                                                                                      |
| Aug. 2015     | 1    | Krems Triathlon                                      | Krems           | 01:51:29   | Sieger auf der olympischen Distanz                                                   |
| 19. Juli 2015 | 1    | ÖTRV Staatsmeisterschaft Triathlon Mitteldistanz     | Obertrum am See | 04:04:49   | Triathlon-Staatsmeister beim Trumer Triathlon                                        |
| 29. Juni 2015 | 1    | Chiemsee Triathlon                                   | Chiemsee        | 03:42:16   | [ 16 ]                                                                               |
| 13. Juni 2015 | 1    | Alpen-Triathlon                                      | Schliersee      | 02:03:18   | [ 17 ]                                                                               |
| 24. Mai 2015  | 5    | ETU Middle Distance Triathlon European Championships | Rimini          | 04:13:46   | Europameisterschaft auf der Mitteldistanz – im Rahmen der Challenge Rimini           |
| 20. Juli 2014 | 1    | Trumer Triathlon                                     | Obertrum am See | 04:00:46   | Sieger auf der Mitteldistanz                                                         |
| 22. Juni 2014 | 1    | ETU Triathlon European Championship 20-24            | Kitzbühel       | 02:02:30   |                                                                                      |

| Datum/Jahr    | Rang | Wettbewerb                                      | Austragungsort | Zeit     | Bemerkung                                       |
| ------------- | ---- | ----------------------------------------------- | -------------- | -------- | ----------------------------------------------- |
| 30. Juli 2025 | 3    | Triathlon EDF Alpe d’Huez                       | Alpe d’Huez    | 05:35:19 | auf der Langdistanz                             |
| 10. Sep. 2022 | DNF  | ITU Long Distance Triathlon World Championships | Almere         | –        |                                                 |
| 12. Sep. 2021 | 5    | ITU Long Distance Triathlon World Championships | Almere         | 07:54:56 | Weltmeisterschaft auf der Triathlon Langdistanz |
| 1. Juli 2018  | DNF  | Ironman Austria                                 | Klagenfurt     | –        | erster Start beim Ironman Austria               |
| 27. Juli 2017 | DNF  | Triathlon EDF Alpe d’Huez                       | Alpe d’Huez    | –        | Rennabbruch auf der Laufstrecke                 |

| Datum/Jahr    | Rang | Wettbewerb                        | Austragungsort | Zeit     | Bemerkung                                                           |
| ------------- | ---- | --------------------------------- | -------------- | -------- | ------------------------------------------------------------------- |
| 20. Apr. 2013 | 3    | ÖTRV Staatsmeisterschaft Duathlon | Osterreich     | 01:45:15 | bei der Duathlon-Staatsmeisterschaft Dritter hinter Stefan Wrzaczek |

(DNF – Did Not Finish)